# Orde van Al-Said

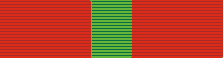
Baton van de Orde van Al-Said

De Orde van Al-Said ("Wisam Al-Sa'id" of "Wisam ud-Daula al-Saidi al-Omaniya") werd in 1913 ingesteld door Sultan Sayyid Faisal bin Turk van Oman. De orde had verscheidene graden maar geraakte in de loop der jaren in vergetelheid. Sultan Qaboos heeft de oude ridderorde in 1982 hervormd en tot een enkele graad teruggebracht. De nieuwe naam werd het kortere "Wisam Al-Sa'id".